# Conferència de Perpinyà (1415)
La Conferència de Perpinyà va esdevenir durant els mesos de setembre i octubre de l'any 1415, i hi participaren l'emperador Segimon, una delegació del Concili de Constança, Ferran I de la Corona d'Aragó, Vicent Ferrer i diversos ambaixadors.
No s'aconseguí la deposició de Benet XIII d'Avinyó, el qual va perdre, però, el suport de Ferran I i de Vicent Ferrer.